# 弯坵站
弯坵站是一个成昆线上的铁路车站，位于四川省攀枝花市米易县湾丘彝族乡，目前为四等站，邮政编码为617208。目前客运：办理旅客乘降，货运仅办理专用线、专用铁路货运作业。	

## 概要
车站建于1970年，原计划设在昔街，为预留中间站。但在原址施工期间发现地基填方地段有淤泥较难处理，因此将站址南迁至现址。现址站场位于半径600米的弯道上，因视线较差导致列车接发、调车困难，经常发生晚点现象:4,19。
2007年成都铁路局对车站货场进行改造，并建成战略装车点，于8月8日竣工，为成都局第一个新建成的战略装车点。
车站目前设有通往攀钢集团新白马矿业和骏丰矿业的专用线，主要发送货品为煤和精矿，大多发往成昆线上行沙湾站的德胜钢铁集团和大弯的攀成钢。2019年西昌车务段联合骏丰矿业将骏丰矿业专用线专9线电力接触网延长50米，拆除专11线，延长专10线，并扩建货运设施，以解决骏丰装车因压道岔对攀钢集团新白马矿业有限责任公司专用铁路装车的影响。

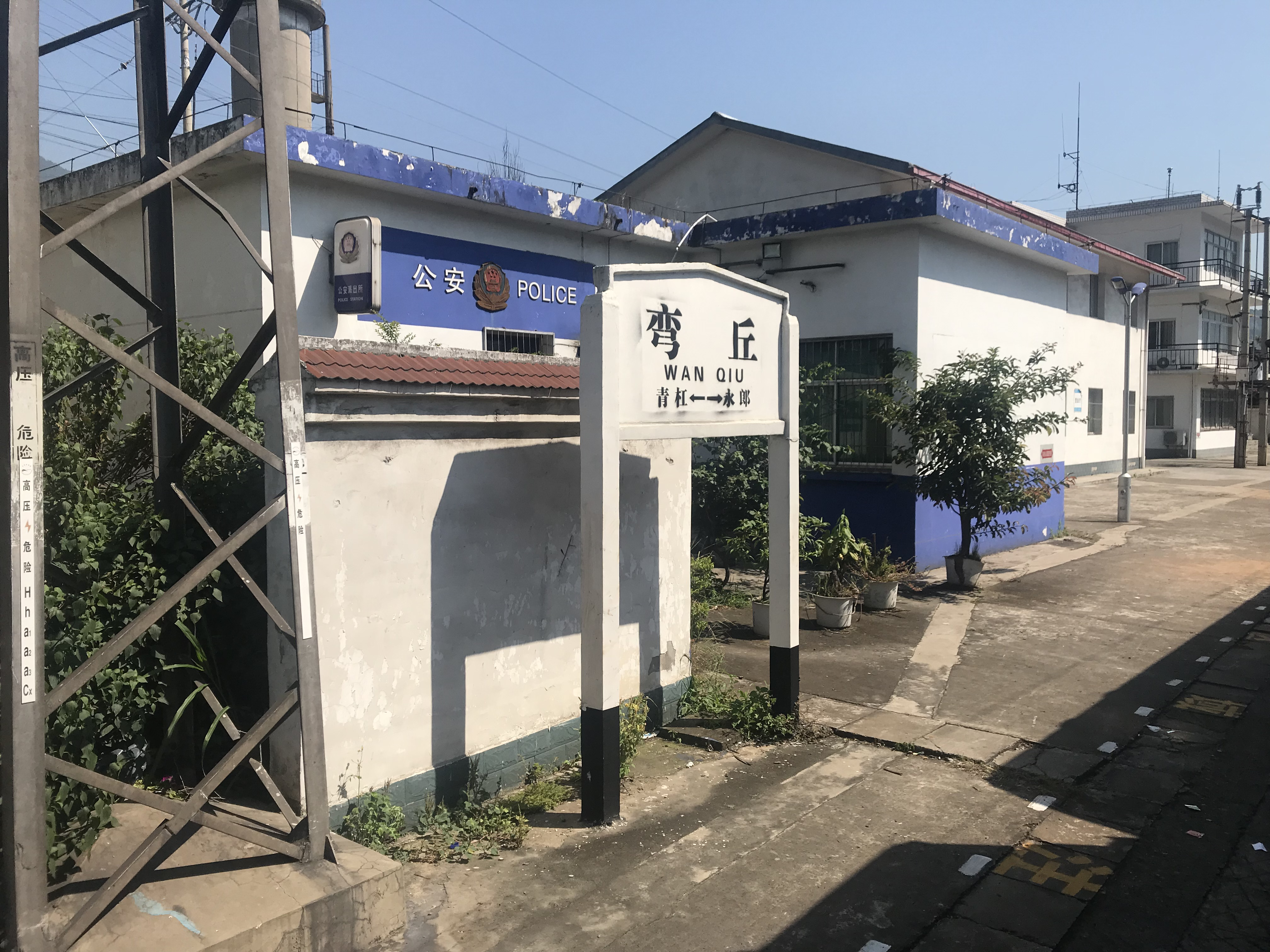
站牌
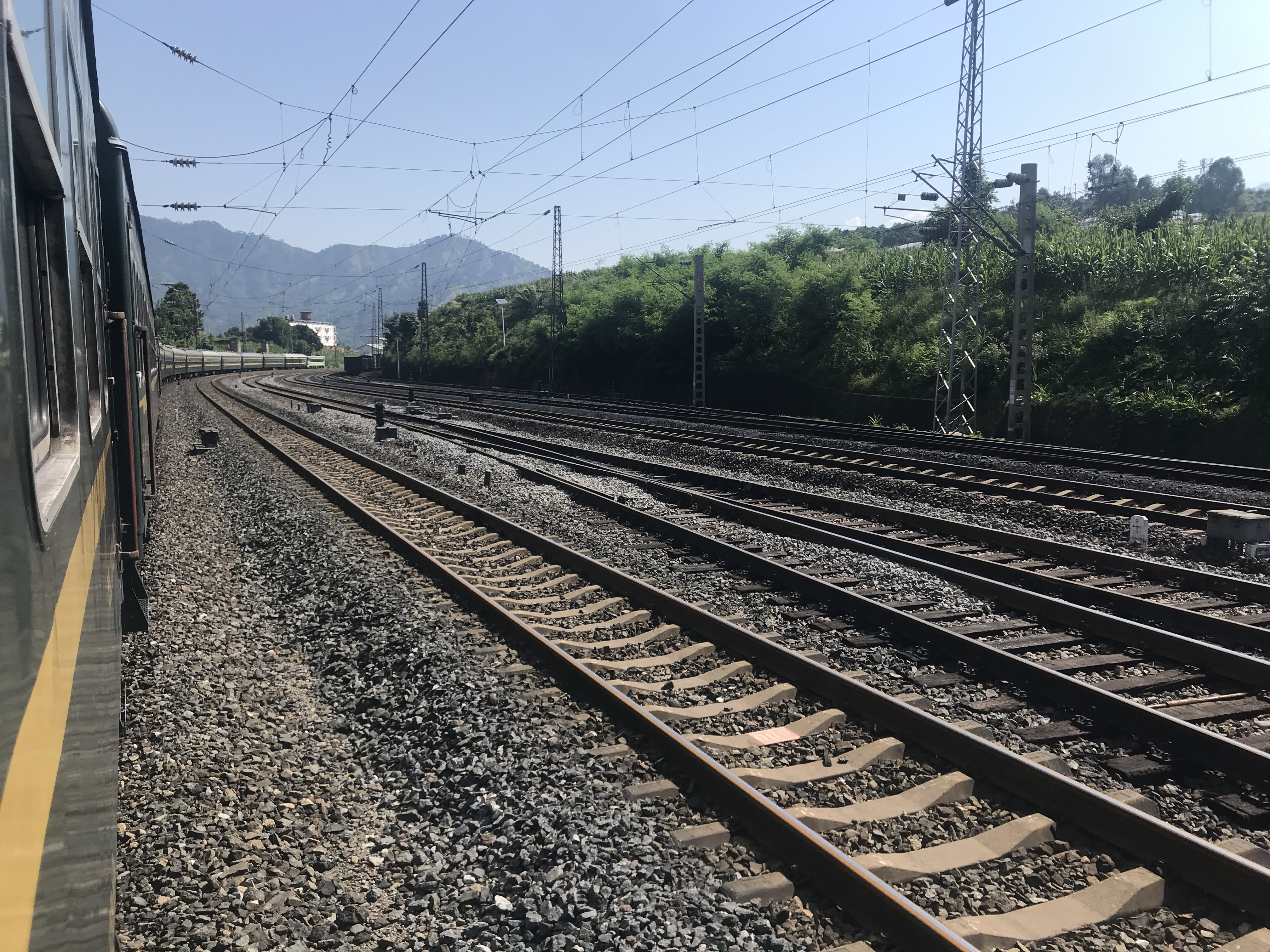
站场
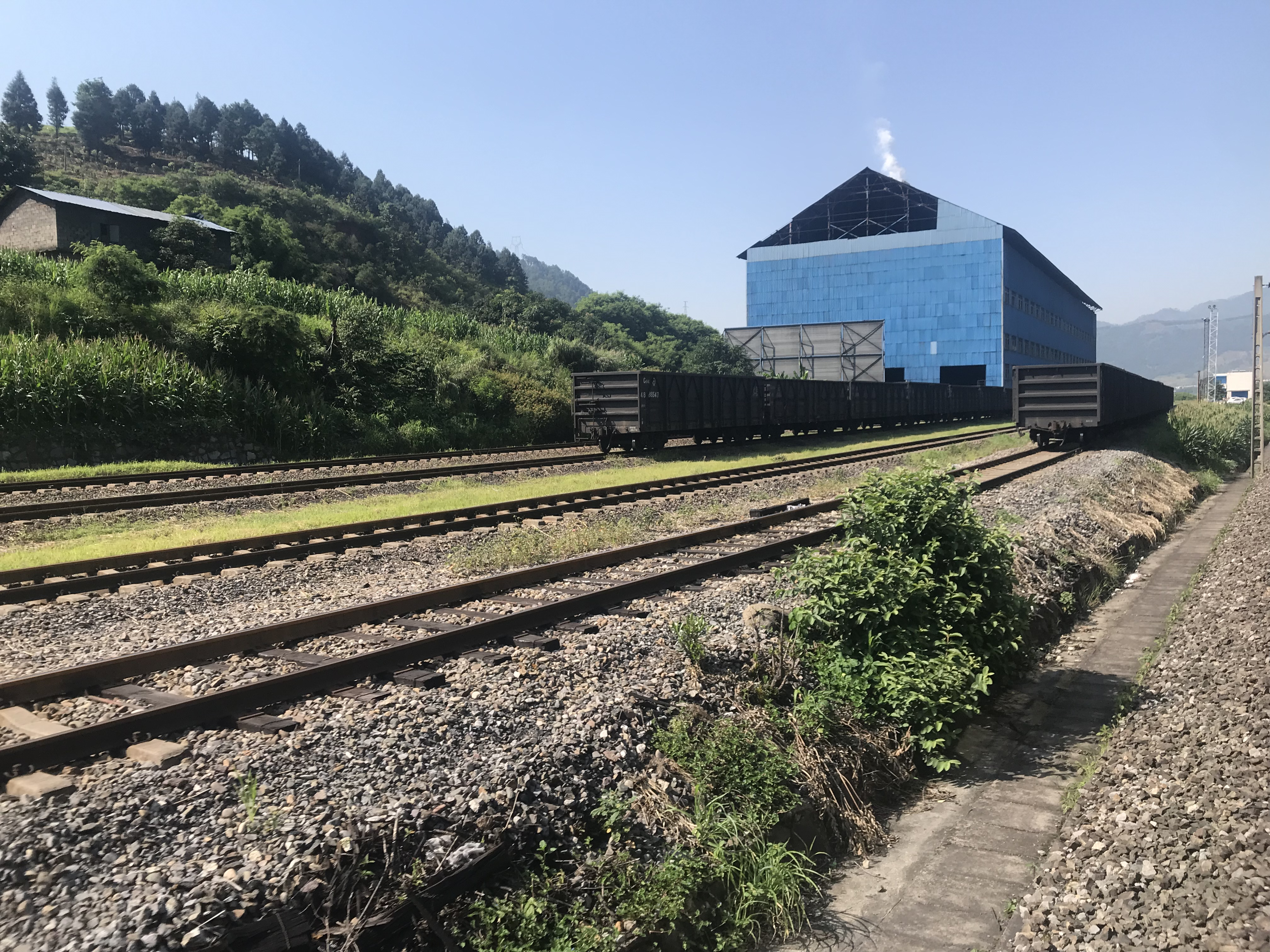
车站货场
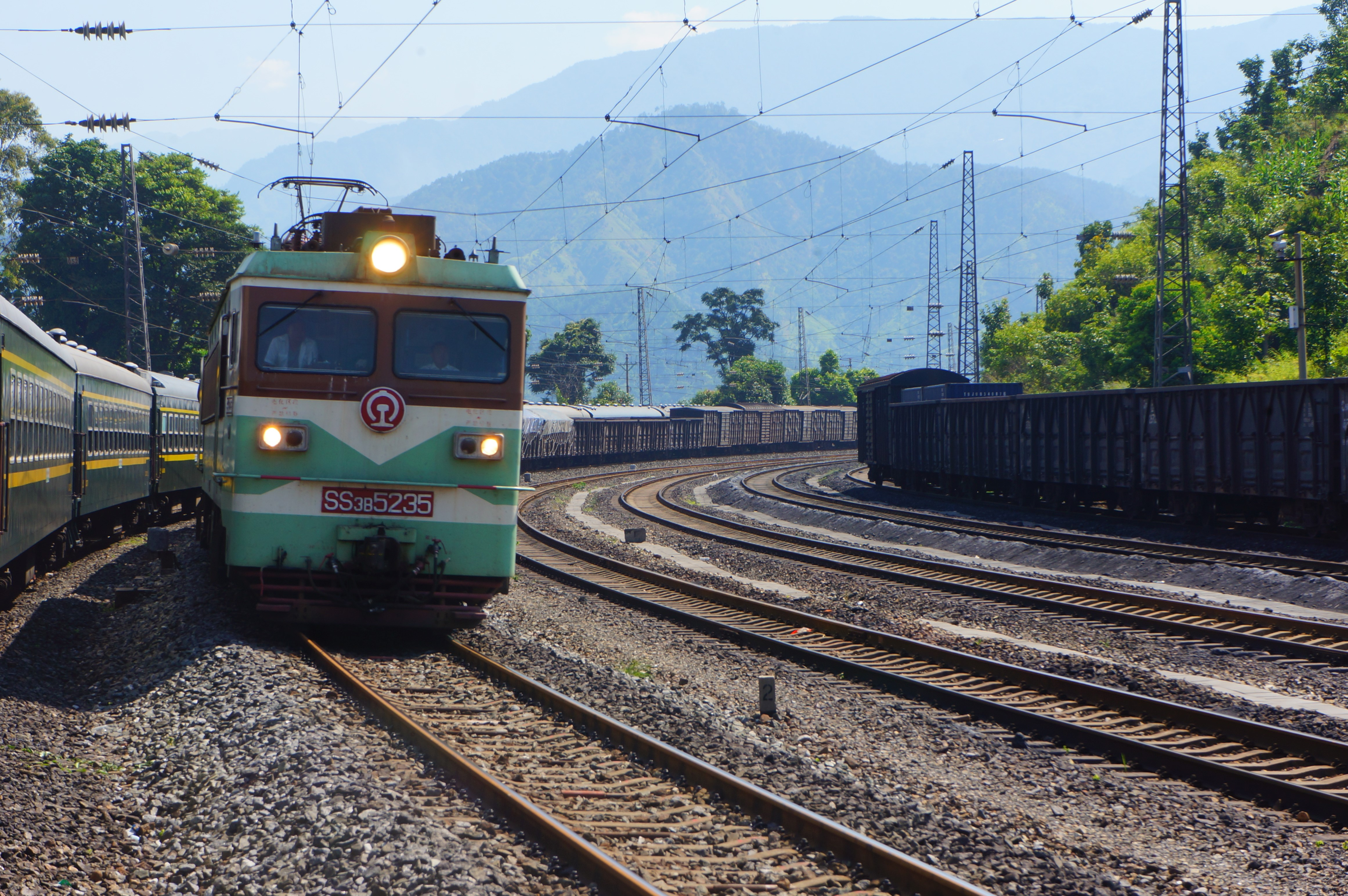
韶山3型電力機車牵引货列通过

## 灾害
1974年湾丘—青杠区间668公里200米处发生滑坡，中断成昆铁路行车97小时15分。